# Епідерміс (ботаніка)

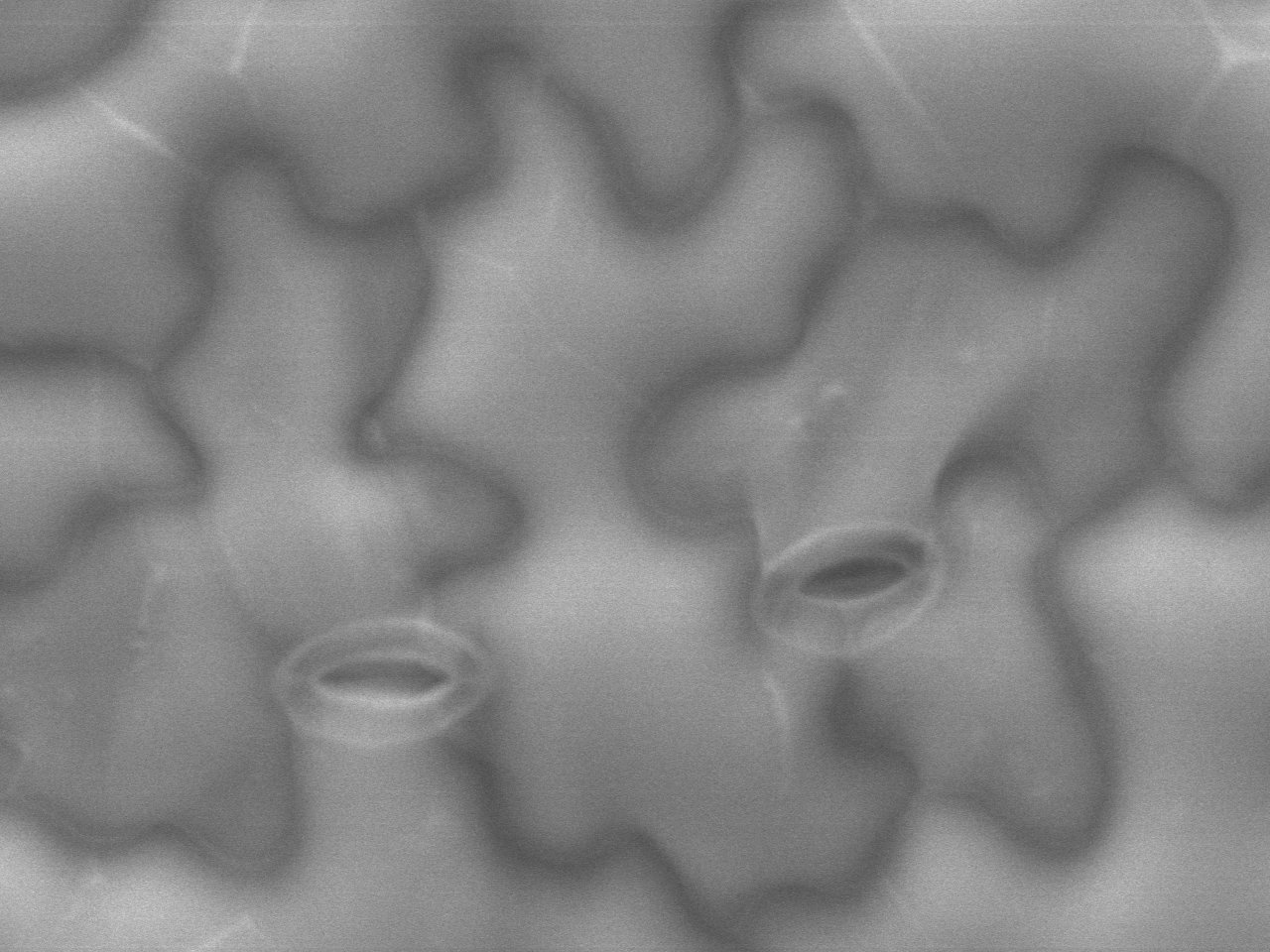
Епідерма листка Гусимки звичайної з продихами

Епіде́рміс, епіде́рма (лат. epidermis від грец. ἐπιδερμίς — «надшкіра») — багатофункціональна покривна тканина рослин, розмір і стан клітин якої значною мірою визначають водний баланс рослини, інтенсивність асиміляції СО2, дихання, що в остаточному підсумку відбивається на характері продукційного процесу.
У рослин епідерміс — первинна поверхнева одношарова тканина, що виникає на усіх молодих органах пагона, квітки, плоду тощо. Клітини плоскі, без міжклітинників, з потовщеною зовнішньою стінкою, вкритою на поверхні кутикулою. Більшість клітини безбарвні та прозорі, без хлоропластів, щільно прилягають одна до одної, їхні клітинні оболонки з апікального боку потовщені (крім пар  зелених клітин, що утворюють продихи). Бічні стінки, перпендикулярні поверхні, часто звивисті, що збільшує їх зчеплення та міцність. Стінки клітин епідерми зі сторони з продихами тонші, кутикула вужча, а зі сторони без продихів стінки та кутикула потовщені. Безбарвні клітини добре пропускають світло. Серед типових клітин епідермісу також присутні високоспеціалізовані — замикаючі клітини продихів, волоски (трихоми), залозисті клітини тощо.
Епідерміс захищає внутрішні тканини рослин від зневоднення, механічних пошкоджень, інфекції. Також регулює через продихи газообмін та транспірацію, в клітинах можуть накопичуватись фітонциди, що виконують захисну функцію. Залозисті волоски (трихоми) утворюють ефірні олії, смоли, слиз. Покривні волоски утворюють фітогормони, ферменти, необхідні для життєдіяльності рослин.
Утворюється епідерма з протодерми конуса наростання пагону на усіх листках, стеблах, а також квітках, плодах та насінні. Епідерма захищає внутрішні тканини від висихання та пошкодження, перешкоджає проникненню мікроорганізмів. Яблуко, що позбавлене епідерми, протягом першої доби випаровує води в 55 разів більше, ніж яблуко з епідермою. Водночас епідерма забезпечує зв'язок з середовищем — через неї відбувається транспірація (регульоване випаровування) та газообмін, іноді всмоктування та секреція різних речовин (у тому числі ефірних олій, ферментів та гормонів).
Епідерміс — складна тканина, до її складу входять морфологічно різні клітини: основні клітини епідерми; замикаючі та суміжні клітини продихів; трихоми, волоски.
Основні клітини епідерми щільно прилеглі, міжклітинники відсутні. У видовжених частинах рослини (стебла, черешки та жилки листків, а також листки більшості однодольних) вони видовжені у напрямку осі. Бічні стінки, перпендикулярні поверхні, часто звивисті, що збільшує їх зчеплення та міцність. Зовнішні стінки зазвичай товще інших, а внутрішній шар складається з целюлози та пектину.